# Kondensacja (meteorologia)
Kondensacja w meteorologii – proces przemiany pary wodnej zawartej w atmosferze ziemskiej w ciała w skondensowanych stanach skupienia (ciecz, ciało stałe), w wyniku czego powstają kondensaty wody tworzące chmury, mgły i osady. W meteorologii termin ten często stosuje się tylko do przemiany pary w ciecz, czyli skraplania.  
W wyniku kondensacji pary wodnej powstają w atmosferze skupiska aerozoli, postrzegane jako chmury i mgły.
Kondensacja zachodzi dla pary nasyconej, to jest gdy temperatura powietrza zawierającego parę wodną spadnie poniżej temperatury punktu rosy a w powietrzu znajdują się jądra kondensacji. Zachodzi to w wyniku rozprężania adiabatycznego wywołanego unoszeniem się powietrza, obniżenia temperatury powietrza w wyniku wypromieniowania energii, zmieszania mas powietrza o różnej temperaturze lub zetknięciu z ciałem o niższej temperaturze.